# بيج فانزينت
بيج ميشيل فاندرفورد (بالإنجليزية: Paige VanZant؛ مواليد 26 مارس 1994)، والمعروفة باسم بيج فانزينت، هي مُقاتلة فنون قتالية مختلطة، ومؤلفة، وعارضة أمريكية. وقعت فانزينت في فئة وزن الذبابة في يو إف سي . خارج فنون القتال المختلطة، ظهرت في المسلسل التلفزيوني الرقص مع النجوم والمفروم.

## نشأته
ولدت فانزانت في دندي، أوريغون، ونشأت في شير وود، أوريغون، وكلاهما بالقرب من بورتلاند. كان والداها يمتلكان استوديو للرقص، ونشأت على رقص الباليه والجاز والهيب هوب لأكثر من 13 عامًا. عندما كانت مراهقة، ظهرت في إعلان تجاري لشركة بيسيل. كانت تعتبر صبيانية أثناء نشأتها وأحبت الهواء الطلق؛ تضمنت هواياتها ركوب الدراجات النارية وصيد الأسماك. في المدرسة الثانوية، تعرضت للتنمر بانتظام من قبل مجموعة من الفتيات. تضمن التنمر السخرية من لقبها سلتين، والذي غيره الطلاب إلى "سلاتون". غيرت لقبها قانونيًا في النهاية إلى فانزانت بسبب التنمر المستمر. اختارت "فانزانت" لأنه كان أحد ألقاب طلاب والدتها وكانت تحب طريقة نطقه. ومع ذلك، فقد أشارت إلى هذه التجربة كأحد الأسباب التي تجعلها تحب أن تكون فنانة قتالية ولديها القدرة على الدفاع عن نفسها.

## وصلات خارجية
- بيج فانزينت على موقع IMDb (الإنجليزية)
- بيج فانزينت على موقع قاعدة بيانات الفيلم (الإنجليزية)
- بيج فانزينت على موقع بوكس ريك (الإنجليزية) (registration required)
- بيج فانزينت على موقع يو إف سي (الإنجليزية)
- بيج فانزينت على موقع شيردوغ (الإنجليزية)
- بيج فانزينت على موقع Tapology.com (الإنجليزية)
- بيج فانزينت على موقع إي إس بي إن (الإنجليزية)
- بيج فانزينت على موقع قاعدة بيانات المصارعة على الإنترنت (الإنجليزية)